# Andreas Lommel
Andreas Lommel (* 19. Juli 1912 in München; † 9. Januar 2005) war ein deutscher Ethnologe.
Er wurde 1937 bei Leo Frobenius an der Universität Frankfurt promoviert. Von 1937 bis 1940 war er wissenschaftlicher Assistent am Frobenius-Institut in Frankfurt am Main. Seit 1957 war er als Nachfolger von Heinrich Ubbelohde-Doering Direktor des Staatlichen Museums für Völkerkunde in München. Zu seinen Arbeitsschwerpunkten zählen die Ureinwohner Australiens.
Er wurde mit dem Bayerischen Verdienstorden ausgezeichnet.

## Veröffentlichungen (Auswahl)
- (Hrsg.): Indianer vom Amazonas. Kunst und Handwerk der Indianer des tropischen Südamerika. Ausstellungskatalog, Staatliches Museum für Völkerkunde, München 1960.
- Die Welt der frühen Jäger. 1965; zweite erweiterte Auflage: Schamanen und Medizinmänner – Magie und Mystik früher Kulturen. Callwey, München 1980.
- Vorgeschichte und Naturvölker: Höhlenmalereien, Totems, Schmuck, Masken, Keramik, Waffen (erschien 1966 in der Reihe Landmarks of the World´s Art unter Prehistoric and Primitive Man, Paul Hamlyn Ltd. London), Schätze der Weltkunst – Band 1, Bertelsmann Kunstverlag Reinhard Mohn, Gütersloh, 1968, S. 175 und Fotonachweis.
- Fortschritt ins Nichts: Die Modernisierung der Primitiven Australiens. Beschreibung und Definition eins psychischen Verfalls. Zürich 1969. Neu durchgesehene Auflage im Ullstein Verlag, Frankfurt am Main/Berlin/Wien 1981, ISBN 3-548-32032-5.